# Polno
Polno – jezioro w Polsce, w województwie lubuskim, w powiecie świebodzińskim, w gminie Lubrza. Położone na Pojezierzu Łagowskim, na południowy wschód od miejscowości Staropole.

## Hydronimia
Jezioro pojawia się w źródłach w 1902 jako Starpeler See, a następnie Starpeler See — Polno (1949), Polno (1963, 1980, 1995, 2006). Państwowy rejestr nazw geograficznych jako nazwę urzędową akwenu podaje Polno, nie wymieniając nazw obocznych.

## Morfometria
Według danych Instytutu Rybactwa Śródlądowego powierzchnia zwierciadła wody jeziora wynosi 5,2 ha. Adam Choiński poprzez planimetrowanie na mapach 1:50 000, określił wielkość jeziora na 4,9 ha. Maksymalna głębokość zbiornika wodnego to 2 m. Lustro wody według Choińskiego znajduje się na wysokości 68,8 m n.p.m., natomiast według numerycznego modelu terenu udostępnionego przez Geoportal na wysokości 69,6 m n.p.m.

## Zagospodarowanie
Administratorem wód jeziora jest Regionalny Zarząd Gospodarki Wodnej w Poznaniu (Zarząd Zlewni Gorzów Wielkopolski, Nadzór wodny Międzyrzecz). Utworzył on obwód rybacki, który obejmuje wody jeziora Polno wraz z wodami jego dopływów i odpływu (Obwód rybacki jeziora Polno na cieku bez nazwy w zlewni rzeki Paklica – Nr 1).